# Charolais de Bourgogne
Le Charolais de Bourgogne est une viande bovine  provenant d’animaux nés, élevés et engraissés dans l’aire géographique située principalement en Bourgogne et bénéficiant du  signe d'identification de l'Union européenne indication géographique protégée (IGP). Le cahier des charges est homologué par arrêté du 19 novembre 2015.

## Historique
La marque Charolais de Bourgogne est née à l'initiative de la filière de viande charolaise confrontée à la crise résultant de l'encéphalopathie spongiforme bovine (ESB). Les professionnels ont  poursuivi leurs actions et ont enfin obtenu l'identification géographique protégée.

## Le Produit
la viande bovine Charolais de Bourgogne est  présentée fraîche ou surgelée, à l’exception de la viande décongelée réfrigérée. Elle est issue de carcasses triées dont les caractéristiques sont de provenir de bovins de 14 à 24 mois et d'un poids minimum de 320 kg pour la carcasse, ou de génisses de 24 mois au minimum et dont la carcasse pèse au minimum 280 kg ou enfin de vaches de 10 ans au maximum et dont le poids de carcasse est au  moins de 330 kg. 
La viande peut être présentée en carcasse, demi-carcasse,  quartiers, en prêts à découper  pour les muscles issus de découpe primaire, en pièce ou en viande hachée,
La viande « Charolais de Bourgogne » est une viande de couleur rouge franc, finement persillée, peu grasse, peu nerveuse, tendre et juteuse. La qualité des animaux est reconnu lors des concours officiels de la race charolaise. Ainsi lors du concours national du congrès mondial charolais, en août 2014, parmi les 750 animaux présentés, plus de 50 % des lauréats étaient issus de la Bourgogne".
La qualité de la viande charolaise est également reconnu par d'autres labels : labels Rouges de Bœuf Charolais du Bourbonnais et Charolais Label Rouge et par l'AOC Bœuf de Charolles,

## Aire géographique
L'aire géographique dont doivent provenir les animaux nés en engraissés  s’étend aux territoires des communes situés dans le département de Saône-et-Loire (568 communes),  de la Côte-d'or (354 communes), de la Nièvre (309 communes),  de  l'Ain (54 communes), du Cher (49 communes), de la Loire (46 communes), du Rhône (42 communes).

## Conditions de production
Elles sont fixées par le cahier des charges : les animaux destinés à produire  la viande Charolais de Bourgogne  sont de race charolaise,  nés de pères et de mères charolais. L’âge du sevrage ne peut être inférieur à 4 mois. Les animaux sont élevés dans le respect des cycles traditionnels d’alternance entre pâture et étable. Au cours de leur première année de vie, les veaux sont au pré au moins pendant 6 mois.Les animaux de plus d'un an sont au pré au moins 6 mois par an, hors année de finition. La surface en herbe de l’exploitation doit représenter au minimum 70 % de la surface fourragère principale. L’alimentation de tous les animaux est à base d'herbe et de fourrages grossiers. Les aliments concentrés complets ou complémentaires sont limités à 2 kilogrammes de matière brute par jour et par animal en moyenne sur l’année. Les produits et additifs d’origine animale sont interdits à l’exception des produits laitiers.